# Dendrophilus
Dendrophilus es un género de coleópteros perteneciente a la familia de los histéridos. Se los encuentra en huecos de los árboles y a veces en nidos de pájaros.

## Especies
Hay al menos 11 especies descritas en este género:
- Dendrophilus californicus Horn, 1892 i c g
- Dendrophilus corticalis (Paykull, 1798) g
- Dendrophilus kiteleyi Bousquet & Laplante, 1999 i c g b
- Dendrophilus opacus Ross, 1940 i c g b
- Dendrophilus proditor (Reichardt, 1925) i c g
- Dendrophilus punctatus (Herbst, 1791) i c g b
- Dendrophilus pygmaeus (Linnaeus, 1758) i c g
- Dendrophilus sulcatus Motschulsky, 1845 i c g
- Dendrophilus tubercularis Lackner, 2005 i c g
- Dendrophilus tularensis Ross, 1937 i c g
- Dendrophilus xavieri Marseul, 1873 i c g b

Fuentes: i = ITIS, c = Catalogue of Life, g = GBIF, b = Bugguide.net